# Nicola Ammirato
Nicola Ammirato († 8. Februar 1712) war ein neapolitanischer Maler, tätig im 17. und frühen 18. Jahrhundert.
Durch Urkunden ist bekannt, dass er 1689 Mitglied der Congregazione dei SS. Anna e Luca, der Korporation der Maler von Neapel, wurde.

## Werke
- Porträt des Picco di Mergellina, Ölgemälde (New York, Parke-Bernet, Auktion Juni 1968)